# Laguna Chiquistepeque
Laguna Chiquistepeque är en lagun i Guatemala.   Den ligger i departementet Departamento de Suchitepéquez, i den sydvästra delen av landet, 140 km väster om huvudstaden Guatemala City. Laguna Chiquistepeque ligger 10 meter över havet. Omgivningarna runt Laguna Chiquistepeque är en mosaik av jordbruksmark och naturlig växtlighet.